# الشرق (جحانة)

تعديل مصدري - تعديل

الشرق هي إحدى قرى عزلة قروى بمديرية جحانة التابعة لمحافظة صنعاء، بلغ تعداد سكانها 818 نسمة حسب تعداد اليمن لعام 2004.